# Diari de Mahó

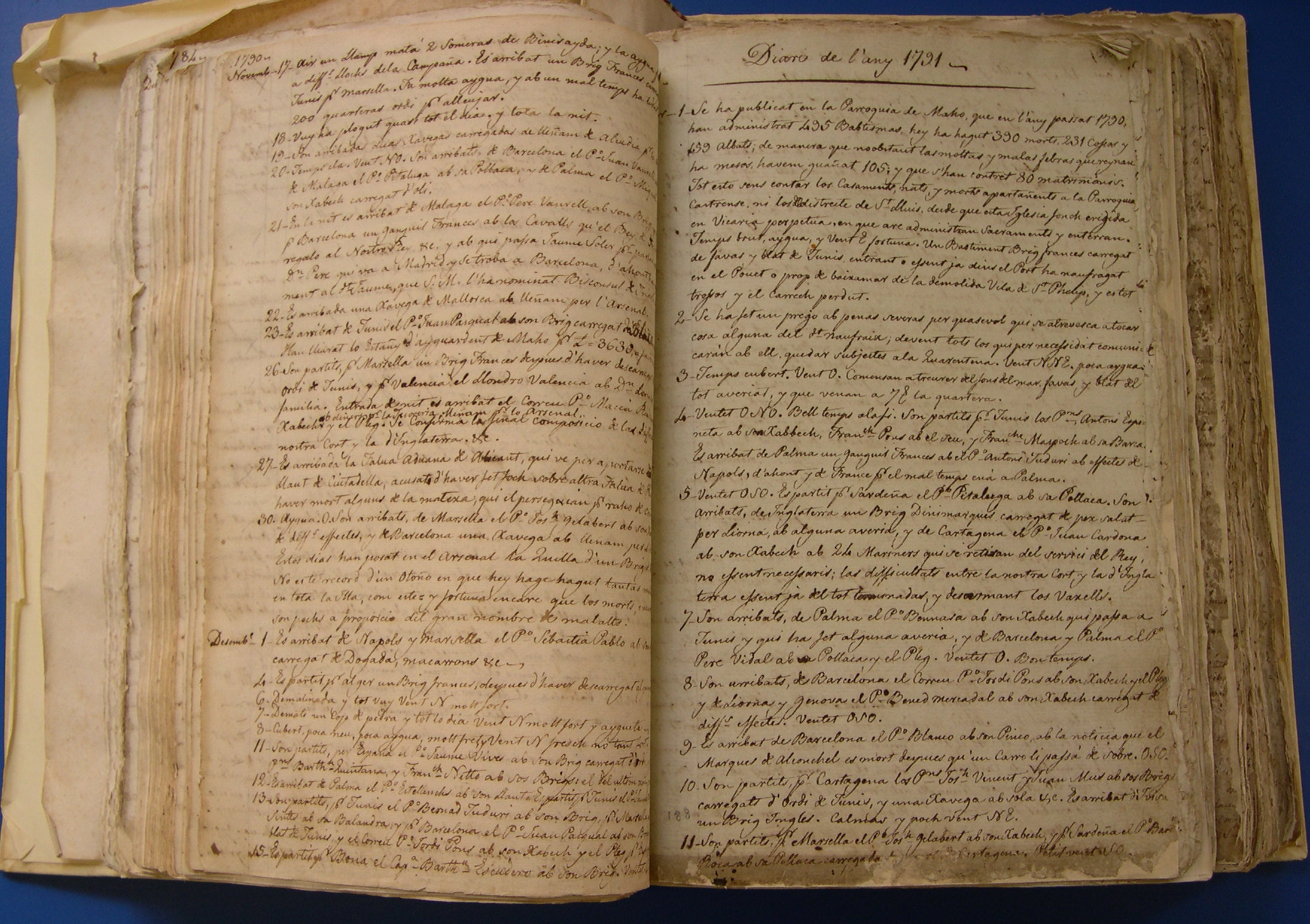
Diari de Mahó per Joan Roca i Vinent (1776-1826)

Es tracta d'un cronicó manuscrit dels segles XVIII i xix titulat Diari de Mahó o Diari Roca (1776 - 1826) escrit pel Capità Joan Roca Vinent (Maó, 1750 – 1826, Maó).
En aquest cronicó el Capità Roca recull amb gran detall i durant 50 anys tota l'activitat naviliera i mercant del port de Maó, la meteorología de l'illa mediterrània, els esdeveniments polítics, socials i culturals, i una infinitat d'anècdotes escrites del seu puny i lletra. D'aquesta manera, el diari del Capità Roca es converteix en l'única font d'informació escrita que existeix de la Menorca de les dominacions estrangeres.
Aquest increïble testimoni escrit es conserva en el fons històric de la Biblioteca Municipal de Maó des de l'any 1926, any en què l'Ajuntament de Maó l'adquireix de la família Roca per una suma de 1.500 pessetes.